# Argopleura
Argopleura es un  género de peces de la familia Characidae en el orden de los Characiformes.

## Especies
Hay cuatro especies en este género:
- Argopleura chocoensis (C. H. Eigenmann, 1913)
- Argopleura conventus (C. H. Eigenmann, 1913)
- Argopleura diquensis (C. H. Eigenmann, 1913)
- Argopleura magdalenensis (C. H. Eigenmann, 1913)